# Cloven Hoof (album)
Cloven Hoof è il primo album in studio dell'omonimo gruppo musicale heavy metal britannico, pubblicato nel 1984 dall'etichetta discografica Neat Records.

| Recensione | Giudizio |
| ---------- | -------- |
| AllMusic   | [ 1 ]    |

## Il disco
Si tratta del primo full-length della band che in precedenza aveva pubblicato l'EP autoprodotto The Opening Ritual, contenente la canzone The Gates of Gehenna presente anche su questo disco, ma in versione differente.

L'album venne accolto favorevolmente sia dal pubblico che dalla critica e confermò il potenziale della band, che fin dal primo demo destò un certo interesse dal punto di vista mediatico nella loro terra natia, fino al punto di essere invitati per una sessione dal vivo trasmessa dalla BBC. Il clamore di questa uscita discografica derivò in parte dall'aria misteriosa e occulta che gravava intorno ai componenti del gruppo, per via dei loro pseudonimi, riferiti ai quattro elementi, e della teatralità delle loro esibizioni. Tuttavia il merito principale del successo derivò dalla peculiarità della musica, caratterizzata da passaggi dal piglio diretto alternati a soluzioni stilistiche elaborate, oltre che da un umore oscuro e dai toni epici. I testi si ispirano per lo più ad argomenti horror e satanici, in alcuni casi con riferimenti biblici, come nelle canzoni The Gates of Gehenna e Return of the Passover.
Il disco è stato ristampato in CD dalla Castle Music nel 2002 con l'aggiunta di tre tracce bonus tratte dalla sessione del "Friday Rock Show" trasmessa dall BBC nel 1983.

## Tracce
Testi e musiche di Payne tranne dove indicato.
1. Cloven Hoof – 6:51
2. Nightstalker – 3:50 (Payne, Rounds)
3. March of the Damned – 1:49 – (strumentale)
4. The Gates of Gehenna – 5:27
5. Crack the Whip – 4:36
6. Laying Down the Law – 4:33 (Payne, Rounds)
7. Return of the Passover – 9:01 (Payne, Pountey)

Tracce bonus CD
BBC Friday Rock Show Session Rec. 10/6/83
1. Laying Down the Law – 4:53 (Payne, Rounds)
2. Crack the Whip – 4:33
3. Road of Eagles – 6:34

## Formazione
Membri del gruppo
- David Potter "Water" – voce
- Steve Rounds "Fire"– chitarra
- Lee Payne "Air" – basso
- Kevin Pountney "Earth" – batteria